# Préfecture autonome tibétaine de Gannan
Cette page contient des caractères spéciaux ou non latins. S’ils s’affichent mal (▯, ?, etc.), consultez la page d’aide Unicode.
Pour les articles homonymes, voir Gannan.
La préfecture autonome tibétaine de Gannan (chinois simplifié : 甘南藏族自治州 ; pinyin : Gānnán zàngzú Zìzhìzhōu ; tibétain : ཀན་ལྷོ་བོད་རིགས་རང་སྐྱོང་ཁུལ་ ; translittération Wylie : kan-lho Bod-rigs rang-skyong-khul) est une subdivision administrative de la province du Gansu en Chine.

## Histoire
L’Homme de Denisova vivait dans la préfecture autonome tibétaine de Gannan, il y a 160 000 ans. Une demi-mandibule de ce groupe humain a été découverte dans la grotte de Baishiya. Des outils en pierre et des os d’animaux avec des marques de découpes y furent aussi trouvés.
En août 2010, des glissements de terrain dus à des inondations provoquent plus de 700 morts et plus de 1 100 disparus dans le Xian de Zhugqu. Apprenant la nouvelle, le 11e panchen-lama, Gyancain Norbu, fit don de 50 000 yuan à la ville, et pria pour les habitants des diverses nationalités.

## Géographie
La superficie de la préfecture autonome tibétaine de Gannan est de 40 898 km2. Son point culminant est de 4 920 m, il est situé dans les montagnes Dieshan. L'altitude de la vallée la plus basse est de 1 172 m. La hauteur moyenne est de l'ordre de 3 000 m. Sa situation en fait le lieu de passage naturel entre les plaines centrales de la Chine et le plateau tibétain, à proximité de l'ancienne route de la Soie.
Les animaux sauvages occupent les espaces naturels : gazelles du Tibet, léopard des neiges, daims moucheté et musqué, cygnes, coqs des neiges, grues à cou noir, la seule grue qui peut vivre jusqu'à des altitudes de 5 000 m.
De nombreux fleuves et rivières irriguent la préfecture de gannan : le  fleuve Jaune, la Taohe, le Dragon Blanc et la Daxia. Les principaux lacs sont: le Yehai, le Dalijia, le Darzong, le Guma, le Gahai et les lacs du Maqu.

## Économie

### Agriculture et artisanat

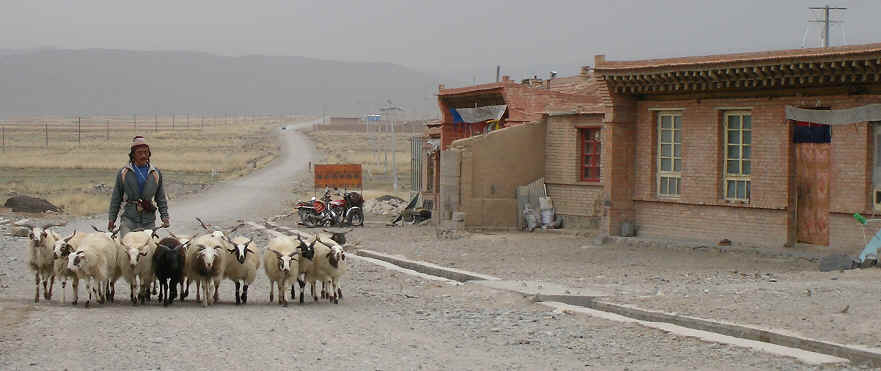
Petit troupeau de chèvres au nord de Xiahe (2007)

La préfecture autonome tibétaine de Gannan développe un secteur agricole important composé de cultures, d'élevage et d'exploitation forestière. Il existe aussi des installations de production d'énergie électrique.
Kim Yeshi est à l'origine du projet Norlha, où travaillent une centaine d'artisans, dans le village de Zorgey Ritoma dans préfecture autonome tibétaine de Gannan. Ceux-ci produisent, à partir de la laine de yak, des étoffes, plaids, écharpes diffusés dans des boutiques de grandes marques. Le projet Norlha a démarré en 2007.

### Uranium
Des mines, notamment d'uranium, sont exploitées depuis les années 1980 à Têwo. Le militant chinois Sun Xiaodi affirme avoir été le témoin de graves contaminations radioactives dues à l’exploitation de la mine d’uranium et a interpellé les autorités pendant plus de 10 ans, recherchant notamment des soutiens de la population au moyen de pétitions. La mine a été officiellement fermée en 2002, mais l’administration locale aurait continué à exploiter le minerai radioactif à des fins de profit personnel. Sun Xiaodi a été arrêté en 2005 et 2006 puis mis en résidence surveillée. Le 1er décembre 2006, il a reçu le prix de l’avenir sans nucléaire (Nuclear-Free Future Award).

## Démographie
La population de la préfecture en 2004 est estimée à 680 000 habitants.
| Répartition ethnique (2000) | Population | Pourcentage |
| --------------------------- | ---------- | ----------- |
| Tibétain                    | 329,278    | 51.44 %     |
| Han                         | 267,260    | 41.75 %     |
| Hui                         | 41,163     | 6.43 %      |
| Tu                          | 939        | 0.15 %      |
| Dongxiang                   | 258        | 0.04 %      |
| Mandchou                    | 257        | 0.04 %      |
| Salar                       | 222        | 0.03 %      |
| Mongols                     | 215        | 0.03 %      |
| Others                      | 514        | 0.09 %      |

## Subdivisions administratives
La préfecture autonome tibétaine de Gannan, fondée en 1953, exerce sa juridiction sur huit subdivisions - une ville-district et sept xian :
- la ville de Hezuo - 合作市 Hézuò Shì ;  གཙོ།
- le xian de Lintan - 临潭县 Líntán Xiàn ; བ་ཙེ་རྫོང་།
- le xian de Jonê - 卓尼县 Zhuóní Xiàn ; ཅོ་ནེ།
- le xian de Zhugqu - 舟曲县 Zhōuqū Xiàn ; འབྲུག་ཆུ།
- le xian de Têwo - 迭部县 Diébù Xiàn ; མཐེ་པོ་རྫོང་།
- le xian de Maqu - 玛曲县 Mǎqū Xiàn ; རྨ་ཆུ་རྫོང་།
- le xian de Luqu - 碌曲县 Lùqū Xiàn ; ཀླུ་ཆུ་རྫོང་།
- le xian de Xiahe - 夏河县 Xiàhé Xiàn. བསང་ཆུ་རྫོང་།

## Patrimoine

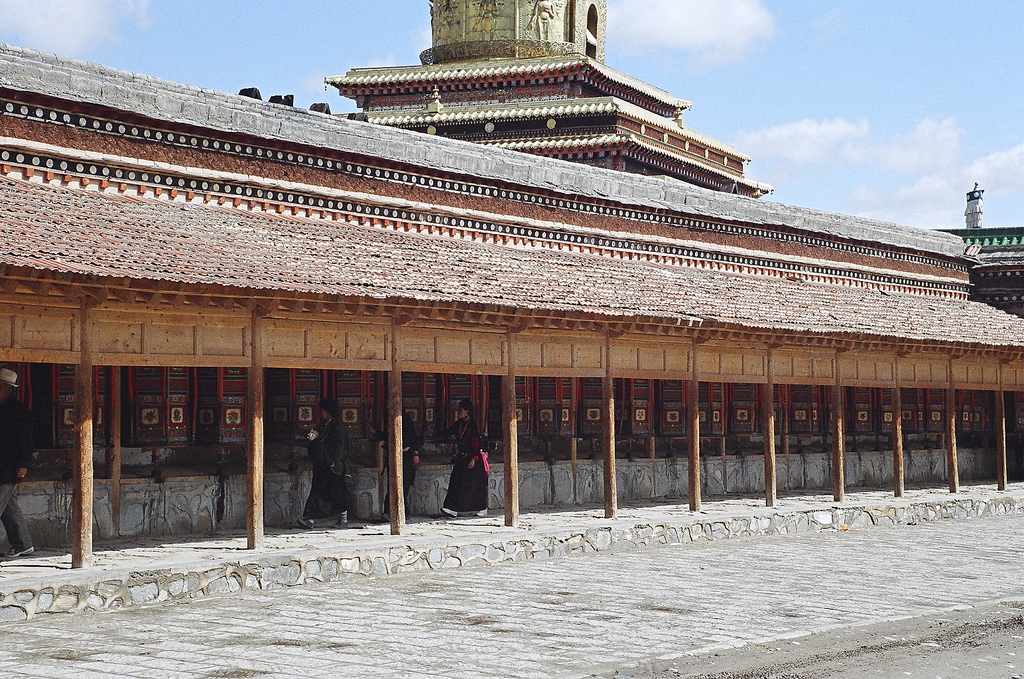
Le monastère de Labrang (2007)

- Le monastère de Labrang ou Labrang Tashi Khyil, situé dans la ville de Xiahe, est l'un des six grands monastères Gelugpa, école du bouddhisme tibétain.